# Black Russian (группа)
Black Russian — американская ритм-н-блюз-группа, состоявшая из трёх родственников-выходцев из СССР — Наташи Капустин, её мужа Сергея Капустина и брата Владимира Шнайдера.

## История

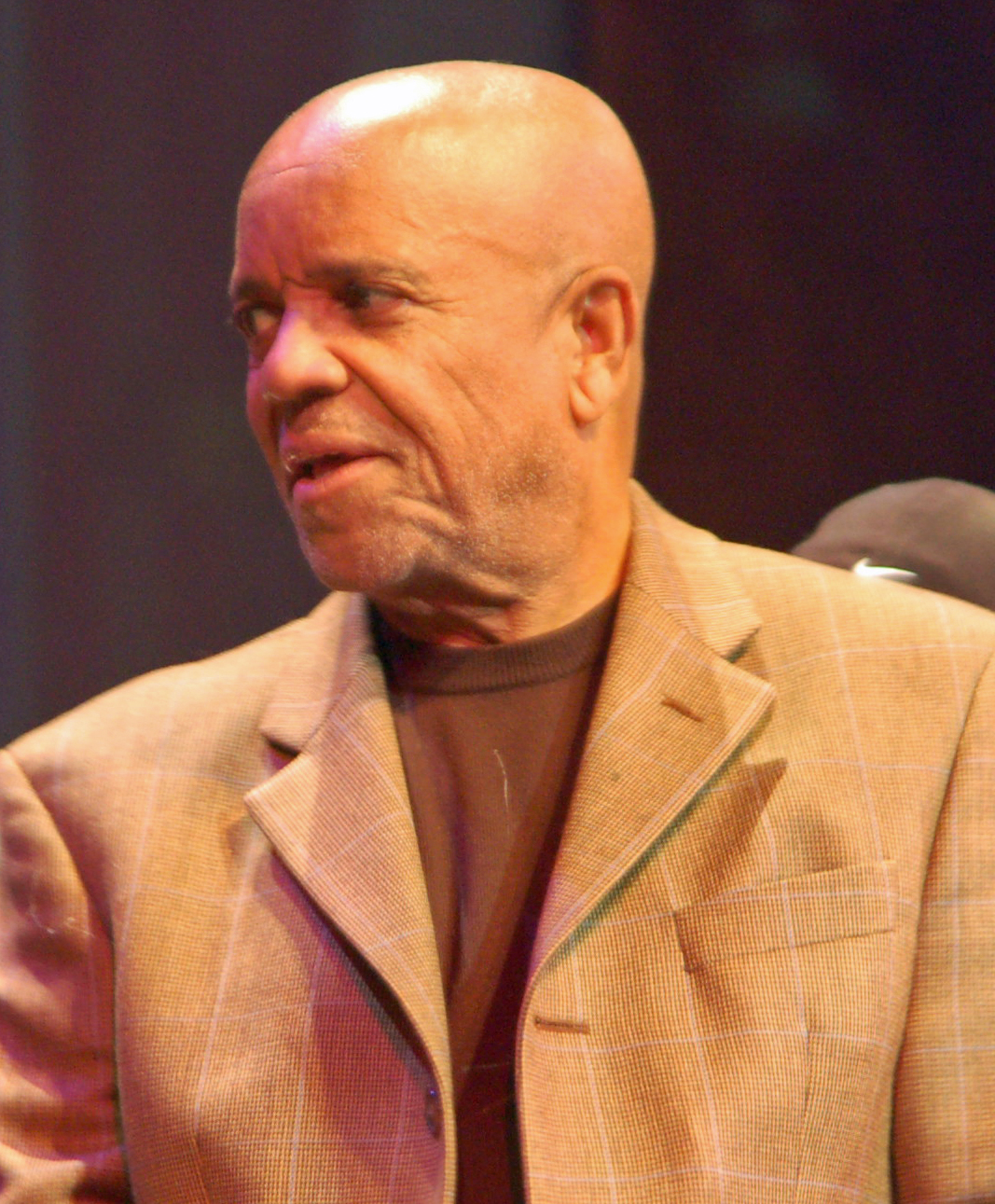
Берри Горди

В мае 1976 года Наталия Капустина, её муж Сергей Капустин и брат Владимир Шнайдерман, эмигрировавшие из СССР, приехали в Нью-Йорк без денег и связей. Они нашли дневную работу, а по вечерам выступали с концертами по всему городу. В 1978 году они приехали в Голливуд, где встретились с главой Motown’s Studio Operations Гаем Костой, который, в свою очередь, представил их основателю Motown Records Берри Горди. Результатом встречи с Горди стало подписание контракта с лейблом, и это был первый случай подписания контракта русской группы со столь крупным лейблом в США. В июне 1980 года группа, получившая название Black Russian, выпустила одноимённый альбом в стиле ритм-н-блюз. Наталия Капустина в группе и в альбоме получила имя Наташа Капустин, а её брат Владимир Шнайдерман — Владимир Шнайдер. Альбом был хорошо принят журналом Billboard, особо выделившим песни Mystified, Leave Me Now (позже была выпущена в виде сингла), Emptiness, New York City и Love’s Enough. Альбом не имел коммерческого успеха, и группа Black Russian не получила продолжения. Наташа Капустин и Сергей Капустин, у которых в США родился сын Робин, развелись, и Наташа, вслед за братом, взяла себе псевдоним, образованный от девичьей фамилии Шнайдерман — Наташа Шнайдер.